# Karl Hafner (Schriftsteller)
Karl Hafner (* 27. Oktober 1905 in Zwettl, Österreich-Ungarn; † 15. April 1945 gefallen in Dünkirchen, Frankreich) war ein österreichischer Schriftsteller, der vor allem in der Mundartdichtung beheimatet war, und Lehrer.

## Leben
Karl Hafner wurde am 27. Oktober 1905 in der niederösterreichischen Gemeinde Zwettl im damaligen Österreich-Ungarn geboren. Nachdem er seine Kindheit in der zur heutigen Gemeinde Waldhausen gehörenden Ortschaft Obernondorf im Bezirk Zwettl verbracht hatte, besuchte er die Realschule Waidhofen an der Thaya und anschließend die Lehrerbildungsanstalt in Sankt Pölten. Nach dem Abschluss mit der Matura im Jahre 1926 war er als Wanderlehrer aktiv, ehe er im Jahre 1929 seine erste Festanstellung erhielt. Um das Jahr 1936 war er unter anderem in der Ortschaft Rindlberg, heute ein Teil der Marktgemeinde Bad Großpertholz im Bezirk Gmünd, nahe der tschechischen Grenze tätig. Zuletzt wirkte er als Oberlehrer in der Ortschaft Dietmanns in Großdietmanns, ebenfalls im Bezirk Gmünd. Als er am Zweiten Weltkrieg teilnahm und dabei zuletzt in Frankreich stationiert war, fiel Hafner am 15. April 1945, knapp drei Wochen vor der endgültigen Kapitulation der Deutschen, im Alter von 39 Jahren in der nordfranzösischen Stadt Dunkerque. Eines seiner bekanntesten Werke ist Hoamatgsangl für’s Hoamatlandl aus dem Jahre 1924.

## Werke (Auswahl)
- Hoamatgsangl für’s Hoamatlandl, 1924